# Haploniscus minutus
Haploniscus minutus är en kräftdjursart som beskrevs av Menzies1962. Haploniscus minutus ingår i släktet Haploniscus och familjen Haploniscidae. Inga underarter finns listade i Catalogue of Life.